# Стара Жанама
Стара Жана́ма (каз. Ескі Жанама) — село у складі Алакольського району Жетисуської області Казахстану. Входить до складу Жанаминського сільського округу.
У радянські часи село мало назву Жанама.
Населення — 154 особи (2021; 200 у 2009, 115 у 1999, 307 у 1989).